# جاش دویگ
جاش دویگ (به انگلیسی: Josh Doig؛ زادهٔ ۱۸ مهٔ ۲۰۰۲) بازیکن فوتبال اهل بریتانیا است. او همچنین در تیم‌های ملی فوتبال زیر ۱۸ سال اسکاتلند و زیر ۲۱ سال اسکاتلند بازی کرده‌است.